# Нойпоц
Нойпоц (нем. Neupotz) — община в Германии, в земле Рейнланд-Пфальц. 
Входит в состав района Гермерсхайм. Подчиняется управлению Йокгрим.  Население составляет 1849 человек (на 31 декабря 2010 года). Занимает площадь 7,78 км².